# Кенігсгайн-Відерау
Кенігсгайн-Відерау (нім. Königshain-Wiederau) — громада в Німеччині, розташована в землі Саксонія. Входить до складу району Середня Саксонія.
Площа — 30,89 км2. Населення становить 2580 ос. (станом на 31 грудня 2020).